# Fankurve

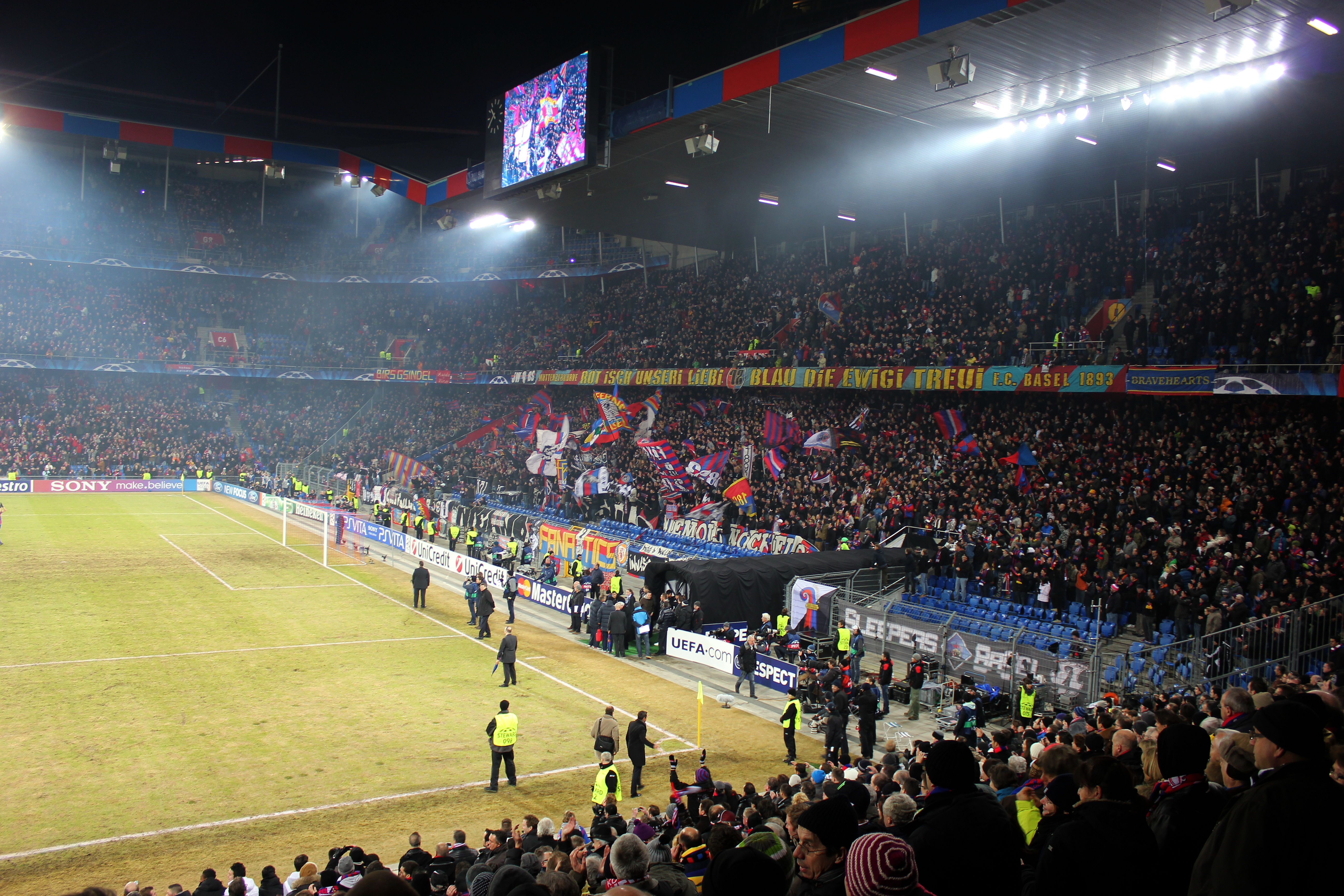
Basler Fankurve („Muttenzer Kurve“) im St. Jakob-Park beim Achtelfinalhinspiel der UEFA Champions League 2011/12 FC Basel gegen FC Bayern München am 22. Februar 2012.

Mit Fankurve wird gemeinhin der Bereich eines Fußballstadions bezeichnet, in dem Anhänger desselben Vereins (meist auch die Ultra-Gruppierungen) zusammenkommen, um ihre Mannschaft von dort aus aktiv zu unterstützen. In der Regel befinden sich diese Bereiche auf einer Tribüne oder einer Kurve hinter einem der Tore. Oftmals handelt es sich um Stehplätze und meist befindet sich die Fankurve entgegengesetzt zum Gästeblock. Durch Fahnen, Banner etc. verleihen die Fans ihrer „Kurve“ Farbe und kennzeichnen damit ihr Revier. Im Laufe der Zeit wurden diese Fankurven und -tribünen zum Markenzeichen eines Stadions oder gar eines ganzen Vereins. Der Begriff „Kurve“ stammt davon, dass früher die meisten Stadien eine Leichtathletikanlage und somit eine ovale Form hatten.